# Iso Koivusaari
Iso Koivusaari est une île du golfe de Finlande dans le quartier de Vartiokylä à Helsinki en Finlande.

## Présentation
Iso Koivusaari est une île privée couverte de roseaux à l'est d'Helsinki. 
C'est la plus grande des îles de Marjaniemi. 
Elle a une superficie d'environ 6 hectares.
L'île compte deux villas des années 1920 et cinq immeubles résidentiels plus récents.